# Beuzevillette
Beuzevillette là một xã thuộc tỉnh Seine-Maritime trong vùng Normandie miền bắc nước Pháp.

### Huy hiệu
| Arms of Beuzevillette | The arms of Beuzevillette are blazoned: Argent, on a cross between in bend 2 (trefoil surmounted by a cross of Calvary of 2 steps) and in bend sinister 2 ermine spots gules, an alerion Or. |

## Dân số
| Năm | 1962 | 1968 | 1975 | 1982 | 1990 | 1999 | 2006 |
| --- | ---- | ---- | ---- | ---- | ---- | ---- | ---- |
| Dân số | 588  | 590  | 624  | 687  | 717  | 650  | 703  |
| From the year 1962 on: No double counting—residents of multiple communes (e.g. students and military personnel) are counted only once. |      |      |      |      |      |      |      |